# سایوز۳۸
سایوز-۳۸ (به روسی: Союз 38)(به معنای اتحاد ۳۸) چهاردهمین مأموریت سرنشین دار سازمان فضایی شوروی به مقصد ایستگاه فضایی سالیوت۶ و دوازدهمین اتصال موفقیت‌آمیز به آن بود. این مأموریت حامل چهارمین فضانوردان بازدیدکننده از خدمه سایوز۳۵ و یکی از مأموریت های اینترکسموس شوروی به حساب می آمد که با پرتاب آن یک فضانورد کوبایی هم به فضا سفر کرد.

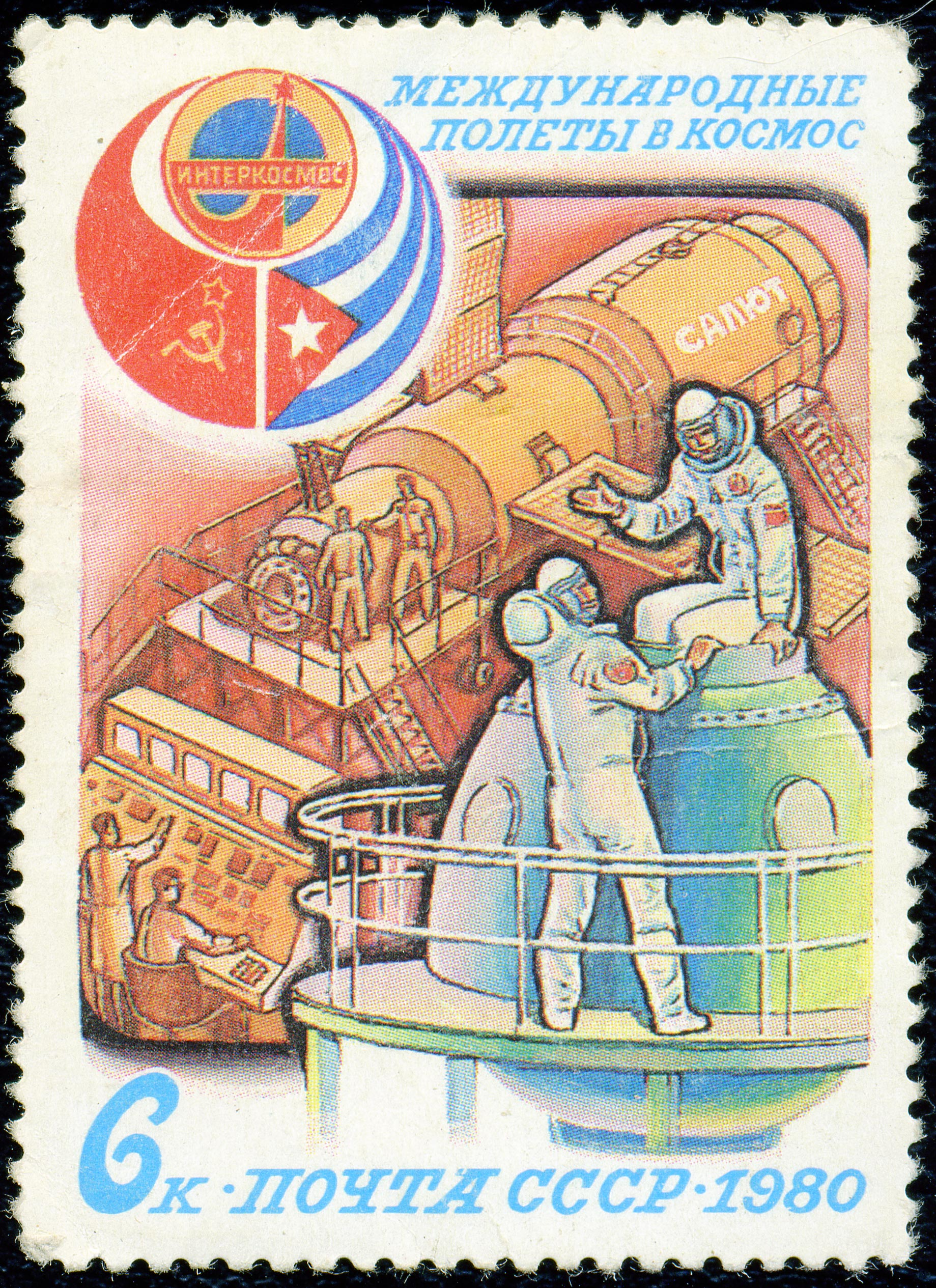
تصویر فضانوردان سایوز۳۸ روی تمبر

## خدمه مأموریت
| شماره | نام                 | ملیت               | تعداد پرواز | نقش عملیاتی | تصویر |
| ۱     | یوری روماننکو       | اتحاد جماهیر شوروی | ۲           | فرمانده     |       |
| ۲     | آرنالدو تامایو مندز | کوبا               | ۱           | محقق فضایی  |       |